# Mburuvicha galianoae
Mburuvicha galianoae  (лат.) — вид аранеоморфных пауков из семейства пауков-скакунов (Salticidae). Единственный вид рода Mburuvicha Scioscia, 1993. Эндемик Аргентины

## Этимология
Родовое название Mburuvicha на языке южноамериканских индейцев Гуарани означает «вождь» (руководитель). Видовое название дано в честь арахнолога Galiano.